# Liste der Stolpersteine in Dreieich
Die Liste der Stolpersteine in Dreieich enthält die Stolpersteine, die im Rahmen des gleichnamigen Kunst-Projekts von Gunter Demnig in Dreieich verlegt wurden. Mit ihnen soll an die Opfer des Nationalsozialismus erinnert werden, die in Dreieich lebten und wirkten.

## Dreieichenhain
| Name                | Adresse        | Bild | Inschrift | Verlegedatum  | Biografie und Anmerkungen |
| ------------------- | -------------- | ---- | --- | ------------- | ------------------------- |
| Berta Grünebaum     | Fahrgasse 4 ·  |      | Hier wohnte Berta Grünebaum Jg. 1885 vertrieben 1935 deportiert 1940 ermordet in Auschwitz                           | 24. Feb. 2006 |                           |
| Jakob Grünebaum     | Fahrgasse 4 ·  |      | Hier wohnte Jakob Grünebaum Jg. 1883 vertrieben 1935 deportiert 1941 tot 1944 Majdanek                               | 24. Feb. 2006 |                           |
| Manfred Grünebaum   | Fahrgasse 4 ·  |      | Hier wohnte Manfred Grünebaum Jg. 1921 vertrieben 1935 deportiert 1941 Minsk ermordet 1942                           | 24. Feb. 2006 |                           |
| Frieda Grünebaum    | Fahrgasse 4 ·  |      | Hier wohnte Frieda Grünebaum geb. Schwarzschild Jg. 1893 vertrieben 1935 deportiert 1941 Minsk ermordet in Auschwitz | 24. Feb. 2006 |                           |
| Siegfried Grünebaum | Fahrgasse 4 ·  |      | Hier wohnte Siegfried Grünebaum Jg. 1926 vertrieben 1935 deportiert 1941 Minsk überlebt                              | 24. Feb. 2006 |                           |
| Otto Strauss        | Fahrgasse 45 · |      | Hier wohnte Otto Strauss Jg. 1884 Haft 1938 Buchenwald Flucht 1939 Buenos Aires überlebt                             | 24. Feb. 2006 |                           |
| Irene Wolf          | Fahrgasse 45 · |      | Hier wohnte Irene Wolf geb. Strauss Jg. 1913 Flucht 1938 Buenos Aires überlebt                                       | 24. Feb. 2006 |                           |
| Hedwig Strauss      | Fahrgasse 45 · |      | Hier wohnte Hedwig Strauss geb. Mann Jg. 1886 Flucht 1939 Buenos Aires überlebt                                      | 24. Feb. 2006 |                           |
| Hans Strauss        | Fahrgasse 45 · |      | Hier wohnte Hans Strauss Jg. 1921 Flucht 1939 Buenos Aires überlebt                                                  | 24. Feb. 2006 |                           |
| Max Neu             | Fahrgasse 46 · |      | Hier wohnte Max Neu Jg. 1889 vertrieben 10.11.1938 ???                                                               | 24. Feb. 2006 |                           |
| Klara Neu           | Fahrgasse 46 · |      | Hier wohnte Klara Neu Jg. 1891 vertrieben 10.11.1938 ???                                                             | 24. Feb. 2006 |                           |
| Ida Recha Neu       | Fahrgasse 46 · |      | Hier wohnte Ida Recha Neu Jg. 1892 vertrieben 1936 ???                                                               | 24. Feb. 2006 |                           |
| Otto Weissbecker    | Fahrgasse 49 · |      | Hier wohnte Otto Weissbecker Jg. 1885 vertrieben 1938 deportiert 1941 Lodz ermordet 3.5.1942                         | 24. Feb. 2006 |                           |
| Emma Weissbecker    | Fahrgasse 49 · |      | Hier wohnte Emma Weissbecker geb. Wolf Jg. 1887 vertrieben 1938 deportiert 1941 ermordet in Lodz                     | 24. Feb. 2006 |                           |
| Siegmund Manasses   | Waldstraße 4 · |      | Hier wohnte Siegmund Manasses Jg. 1873 vertrieben 1938 deportiert 1942 tot in Theresienstadt                         | 24. Feb. 2006 |                           |
| Bertha Manasses     | Waldstraße 4 · |      | Hier wohnte Bertha Manasses geb. Müller Jg. 1881 vertrieben 1938 deportiert 1942 ermordet in Auschwitz               | 24. Feb. 2006 |                           |
| Norbert Manasses    | Waldstraße 4 · |      | Hier wohnte Norbert Manasses Jg. 1912 vertrieben 1935 Flucht nach Paraguay überlebt                                  | 24. Feb. 2006 |                           |

## Götzenhain
| Name             | Adresse              | Bild | Inschrift | Verlegedatum  | Biografie und Anmerkungen |
| ---------------- | -------------------- | ---- | --- | ------------- | ------------------------- |
| Georg Lauer      | Brühlstraße 19 ·     |      | Hier wohnte Georg Lauer Jg. 1890 eingewiesen 'Heilanstalt' Goddelau ermordet Mai 1941 in 'Heilanstalt' Hadamar | 24. Jan. 2009 |                           |
| Konrad Jost      | Langener Straße 53 · |      | Hier wohnte Konrad Jost Jg. 1905 verhaftet 1942 deportiert Auschwitz ermordet 18.2.1943                        | 24. Jan. 2009 |                           |
| Emanuel Bendheim | Wallstraße 21 ·      |      | Hier wohnte Emanuel Bendheim Jg. 1873 Flucht 1938 USA überlebt                                                 |               |                           |
| Therese Bindheim | Wallstraße 21 ·      |      | Hier wohnte Therese Bendheim geb. Liebmann Jg. 1879 Flucht 1938 USA überlebt                                   |               |                           |
| Gordon Bendheim  | Wallstraße 21 ·      |      | Hier wohnte Gordon Bendheim Jg. 1909 Flucht 1934 USA überlebt                                                  |               |                           |
| Alice Alexander  | Wallstraße 21 ·      |      | Hier wohnte Alice Alexander geb. Bendheim Jg. 1914 Flucht 1936 USA überlebt                                    |               |                           |

## Sprendlingen
| Name             | Adresse           | Bild | Inschrift | Verlegedatum | Biografie und Anmerkungen |
| ---------------- | ----------------- | ---- | --- | ------------ | ------------------------- |
| Leopold Kaufmann | Rathausstraße 8 · |      | Hier wohnte Leopold Kaufmann Jg. 1877 Lehrbefugnis entzogen deportiert 22.11.1941 Kowno Fort IX ermordet 25.11.1941 | 8. Feb. 2015 |                           |
| Hilda Kaufmann   | Rathausstraße 8 · |      | Hier wohnte Hilda Kaufmann geb. Sonneborn Jg. 1877 deportiert 22.11.1941 Kowno Fort IX ermordet 25.11.1941          | 8. Feb. 2015 |                           |